# Priopoda
Priopoda is een geslacht van insecten uit de orde vliesvleugeligen (Hymenoptera) en de familie Ichneumonidae.

## Soorten
- P. apicaria (Geoffroy, 1785)
- P. auberti Sheng, 1993
- P. aurantiaca Sheng, 2009
- P. bellator Aubert, 1987
- P. biconcava Sheng & Sun, 2012
- P. dentata Sheng & Sun, 2012
- P. dorsopuncta Sheng & Sun, 2012
- P. miyoshii (Uchida, 1930)
- P. nigrifacialis Sheng & Sun, 2012
- P. otaruensis (Uchida, 1930)
- P. owaniensis (Uchida, 1930)
- P. sachalinensis (Uchida, 1930)
- P. uniconcava Sheng & Sun, 2012
- P. xanthopauper Aubert, 1979
- P. xanthopsana (Gravenhorst, 1829)
- P. xanthopsanator Aubert, 1969